# Golce (Wałcz)
Golce (Wałcz) (deutsch Neugolz, früher Neugoltz) ist ein Dorf in der Landgemeinde (Gmina) Wałcz (Deutsch Krone) im Powiat Wałecki (Deutsch Kroner Kreis) der polnischen Woiwodschaft Westpommern.

## Geographische Lage
Das Dorf liegt im Netzedistrikt des ehemaligen Westpreußen, etwa 13 Kilometer nordnordwestlich von Wałcz (Deutsch Krone), 24 Kilometer ostnordöstlich von Mirosławiec (Märkisch Friedland) und zwölf Kilometer ostnordöstlich von Piecnik (Petznick).

## Geschichte
Die Ortschaft Neugolz gehörte früher zu den sogenannten Goltzer Gütern in der Region und hieß zur Zeit ihrer Entstehung Neugoltz, polnisch Nowe Golce.
Neugolz war Teil der Rittergüterherrschaft Klausdorf. Im Jahr 1840 wurde Neugolz zusammen mit weiteren Gütern dieser Herrschaft öffentlich zur Pacht auf zwölf bis 16 Jahre ab 1841 durch den Meistbietenden angeboten. Um 1848 befand sich die Herrschaft Klausdorf im Besitz des Kammerherrn Kurt Friedrich Gottlob von Watzdorf (1800–1848), Herr auf Wiesenburg, Klausdorf und Nudersdorf, Sohn des Friedrich von Watzdorf. Nachdem Watzdorf kurz nach dem Märzaufstand 1848 in Berlin verstorben war, wurde die Herrschaft Klausdorf einschließlich des Ritterguts Neugolz 1851 zur freiwilligen öffentlichen Versteigerung ausgerufen.
Um 1930 hatte die Gemeinde Neugolz vier Wohnplätze:
- Daber
- Dabermühle
- Forsthaus Neu Riege
- Neugolz

Im Jahr 1945 gehörte Neugolz zum Landkreis Deutsch Krone im Regierungsbezirk Grenzmark Posen-Westpreußen der preußischen Provinz Pommern des Deutschen Reichs. Neugolz war Sitz des Amtsbezirks Neugolz.
Im Februar 1945 wurde Neugolz von der Roten Armee besetzt. Nach Beendigung der Kampfhandlungen wurde die Region seitens der sowjetischen Besatzungsmacht zusammen mit ganz Hinterpommern und der südlichen Hälfte Ostpreußens – militärische Sperrgebiete ausgenommen – der Volksrepublik Polen zur Verwaltung überlassen. Es wanderten nun Polen zu. Neugolz wurde unter der polnischen Ortsbezeichnung „Golce“ verwaltet. Die einheimische Bevölkerung wurde von der polnischen Administration aus Neugolz vertrieben.

### Demographie
| Jahr | Einwohner | Anmerkungen |
| ---- | --------- | --- |
| 1783 | –         | adliges Dorf und Vorwerk nebst einer evangelischen Kirche, im Netzedistrikt, Kreis Krone, 21 Feuerstellen (Haushaltungen) |
| 1818 | 124       | adliges Kirchdorf mit Mutterkirche                                                                                        |
| 1910 | 353       | am 1. Dezember, darunter 322 Evangelische und 29 Katholiken                                                               |
| 1925 | 438       | darunter 420 Evangelische und 14 Katholiken                                                                               |
| 1933 | 462       | [ 8 ] |
| 1939 | 450       | [ 8 ] |

## Kirche
Vor 1945 gehörte die evangelische Kirche in Neugolz zur Parochie Neugolz, die 1817 gegründet worden war. Nach Einführung der Reformation auf ihrem Gebiet gründete  die Familie Goltz 1540 in Neugolz eine evangelische Kirche, die unter ihrem Patronat stand. Als Tochterkirche wird 1540–1542 die Kapelle in Daber erwähnt. Diese Kapelle wurde 1826 abgetragen und nicht wieder neu aufgebaut. 1864 wurde in Neugolz eine neue Kirche in Steinfachwerk mit Turm und drei Glocken errichtet. Sie hatte eine Orgel mit Pedal und sechs Registern.
Vor 1945 wirkten als evangelische Prediger in Neugolz:
- Friedrich Walter, 1629[1]
- Samuel Küster, vermutlich 1724–1752[1]
- Heinrich Wilhelm Küster (Sohn Samuel Küsters), 1753–1800[1]
- Wilhelm Küsel, 1800–1816, ging als Superintendent nach Stolpe[1]
- Johann David Kirsch, 1817, wurde 1819 Superintendent der Diözese Deutsch Krone[1]